# Верхний Ашап
Верхний Ашап — деревня в Бардымском районе Пермского края на реке Ашап. Входит в состав Новоашапского сельского поселения.
По результатам переписи 2010 года численность населения составила 74 человека, в том числе 37 мужчин и 37 женщин.
В 2005 году численность населения составляла 109 человек.
Находится примерно в 37 км к югу от центра села Барда.